# 路厄斯鎮鎮區 (伊利諾伊州富爾頓縣)
路厄斯頓鎮區（英語：Lewistown Township）是位於美國伊利諾伊州富爾頓縣的一個行政鎮區。

## 地方資料
根據2010年美國人口普查的數據，路厄斯頓鎮區的面積為92.00平方千米，當中陸地面積為92.00平方千米，而水域面積為0.00平方千米。當地共有人口2892人，而人口密度為每平方千米31.43人。